# Battaglia di Varsavia (1920)
La battaglia di Varsavia (anche detta Miracolo della Vistola, in lingua polacca: Cud nad Wisłą) fu la battaglia decisiva nella guerra sovietico-polacca che iniziò subito dopo la fine della prima guerra mondiale nel 1918 e finì con la pace di Riga del 1921.
La battaglia di Varsavia fu combattuta dal 13 al 25 agosto 1920 quando le forze dell'Armata Rossa comandate da Michajl Tuchačevskij si avvicinarono alla capitale polacca ed alla Fortezza di Modlin. Il 16 agosto le forze polacche comandate da Józef Piłsudski contrattaccarono da sud, obbligando i russi a un ritiro disorganizzato ad est oltre il fiume Nemunas. Le perdite tra i bolscevichi furono circa di 10 000 morti, 500 dispersi, 10 000 feriti e 66 000 prigionieri di guerra, contro i 4 500 morti, 10 000 dispersi e 22 000 feriti della Polonia.
Prima della vittoria polacca alla Vistola, sia i bolscevichi sia la maggioranza degli esperti stranieri consideravano la Polonia sul punto di crollare. La stupefacente ed inaspettata vittoria polacca sorprese l'Armata Rossa, portandola allo sbaraglio. Nei mesi successivi, diverse vittorie polacche assicurarono l'indipendenza dello Stato e diedero stabilità ai confini orientali per quasi vent'anni.

## I preparativi
Nei mesi precedenti l'inizio del conflitto gli Stati dell'Intesa forniscono alla Polonia notevoli quantitativi di equipaggiamento militare, assistenza militare e risorse finanziarie. Gli Stati Uniti, oltre ad un prestito consistente, trasferiscono attraverso il porto di Danzica il materiale bellico rimasto in Europa dopo il primo conflitto mondiale. Nel frattempo la Polonia rifiuta le offerte del governo sovietico per intavolare delle trattative allo scopo di stabilire pacifiche relazioni tra i due Stati.
Il 25 aprile 1920 le truppe polacche invadono il territorio ucraino e penetrano in profondità nel territorio sovietico conquistando Kiev il 6 maggio. La controffensiva dell'Armata Rossa permette la riconquista di Kiev il 12 giugno, infliggendo una serie di sconfitte all'esercito polacco fino a ricacciarlo oltre il fiume Bug. Sullo slancio di queste vittorie l'Armata Rossa tenta di occupare l'intera Polonia con lo scopo dichiarato di instaurarvi una repubblica sovietica e proseguire verso la Germania e l'Ungheria che sono sull'orlo della rivoluzione.
Il 24 luglio si costituisce in Polonia un governo di coalizione, di cui è primo ministro Wincenty Witos, leader del Partito Contadino Piast e più di 160 000 volontari sono inviati al fronte. Gli aiuti chiesti da Varsavia ai governi occidentali vengono rifiutati e se si esclude la missione di cui fa capo il generale francese Maxime Weygand ogni altra concessione è ostacolata indirettamente da ondate di scioperi nei paesi da cui dovrebbero partire i rifornimenti oppure direttamente dai governi stessi, come nel caso di quello cecoslovacco che rifiuta il passaggio alle truppe ungheresi che il reggente, ammiraglio Miklos Horthy di Nagybànya, vorrebbe inviare a sostegno dell'esercito polacco in difficoltà.
Da parte sovietica si conta molto sulla rivoluzione che sarebbe potuta divampare alla vista delle truppe russe e lo stesso Lenin il 7 agosto afferma categoricamente al congresso del Komintern che le truppe con la stella rossa sono ormai prossime ad entrare a Varsavia, che viene posta sotto assedio il 13 seguente.
Negli stessi giorni i vescovi polacchi indirizzano una lettera pastorale alla nazione ed all'episcopato mondiale in cui si fa riferimento agli orrori compiuti nel corso della Rivoluzione russa da parte dei bolscevichi ed il pericolo che si sta materializzando per l'intera Europa e chiedono a Papa Benedetto XV la benedizione per la Polonia.
Il 15 agosto Papa Benedetto XV raccomanda la recita del santo rosario in tutta la cristianità per ottenere dalla Vergine Maria il sostegno e la vittoria.

## La battaglia
L'evento decisivo avviene il 16 agosto quando il comandante in capo Piłsudski ordina un'ampia controffensiva guidata dal generale Józef Haller che permette di rompere l'assedio davanti Varsavia, mentre l'armata comandata dal generale Władysław Sikorski isola a sud, sulla bassa Vistola, il grosso delle truppe bolsceviche che sono costrette ad una precipitosa fuga oltre il fiume Nemunas, lasciando sul campo 10 000 morti e più di 60 000 prigionieri.
A seguito della sconfitta, Lenin è costretto nel mese di settembre a chiedere l'armistizio, che verrà poi firmato in ottobre, cui seguirà il trattato di pace di Riga.

## Il “Miracolo della Vistola"

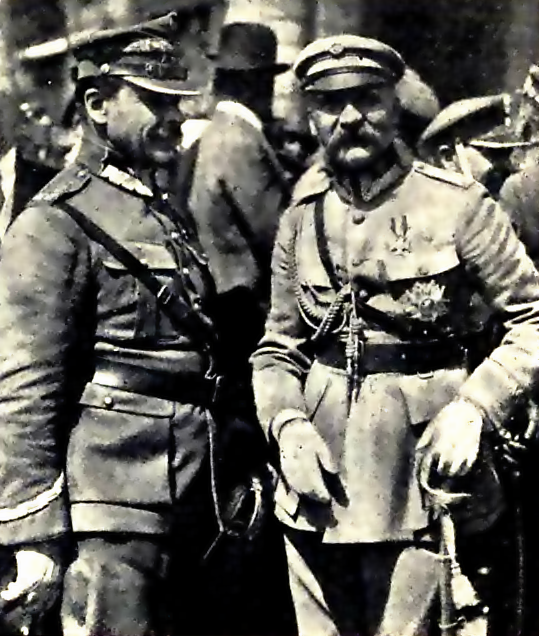
Józef Piłsudski e Józef Haller dopo la battaglia

Il termine in cui i Polacchi indicano i fatti dell'agosto 1920 è quello di "Miracolo della Vistola", espressione usata dal generale Haller che, prima dell'offensiva, aveva ordinato un ottavario di preghiere per un successo umanamente insperabile e che dopo il vittorioso scontro aveva usato per manifestare gratitudine alla Provvidenza.
Molti Polacchi considerano la vittoria nella guerra sovietico-polacca un'intercessione della Madonna Nera di Czestochowa il cui culto si perde nei secoli; lo scontro venne immortalato come ritratto all'interno del santuario della Santa Casa di Loreto, nella cappella donata da re Sobieski in occasione della vittoria sui turchi ottomani nella battaglia di Vienna.